# Trigueros
Trigueros község Spanyolországban, Huelva tartományban. Trigueros Alosno, Calañas, Beas, Niebla, San Juan del Puerto, Moguer és Gibraleón községekkel határos. Lakosainak száma 8110 fő (2024).

## Népesség
A település népessége az utóbbi években az alábbiak szerint változott:
| Lakosok száma | 7197 | 7212 | 7373 | 7584 | 7820 | 7780 | 7628 | 7713 | 7906 | 8110 |
|               | 2001 | 2004 | 2006 | 2009 | 2011 | 2014 | 2016 | 2019 | 2021 | 2024 |